# Konrad Orzechowski
Konrad Orzechowski herbu Oksza (ur. ok. 1817, zm. 3 lutego 1875 w Krakowie) – polski urzędnik sądowy.
Był autorem publikacji pt. Przewodnik statystyczno topograficzny i skorowidz obejmujący wszystkie miejscowości z przysiółkami w Królestwie Galicyi W.X. Krakowskiem i X. Bukowinie, według najświeższych skazówek urzędowych, wydanej w 1872 w Krakowie.
Do końca życia w randze kancelisty sprawował stanowisko dyrektora biur pomocniczych w sądzie karnym przy C. K. Sądzie Krajowym w Krakowie.
Był żonaty i miał dzieci. Zamieszkiwał przy ul. Grodzkiej 53.
Zmarł na suchoty 3 lutego 1875 w Krakowie w wieku 58 lat. Został pochowany na tamtejszym cmentarzu 5 lutego 1875.